# ハリバドラ
ハリバドラ（梵: Haribhadra, 獅子賢）とは、インド仏教中観派の僧侶。なお、ジャイナ教にも同名の論理学者がいるが、別人である。
唯識派の祖であるマイトレーヤ（弥勒）の著とされる『現観荘厳論』を、中観派の立場から註釈したことで知られる。
チベット仏教では、シャーンタラクシタ（寂護）の弟子の1人とみなされたり、『秘密集会タントラ』の解釈・実践の二大流派の1つである「ジュニャーナパーダ流」の創始者ジュニャーナパーダの師とみなされたりもする。

## 著作
- 『現観荘厳論光明』（大註）
- 『（現観荘厳論）小註』